# نیگواک، نیوبرانزویک
نیگواک، نیوبرانزویک (به انگلیسی: Neguac, New Brunswick) یک منطقهٔ مسکونی در کانادا است که در نورس‌آمبرلند واقع شده‌است. نیگواک ۱٬۶۷۸ نفر جمعیت دارد و ۰–۴۰ متر بالاتر از سطح دریا واقع شده‌است.